# ترکچه

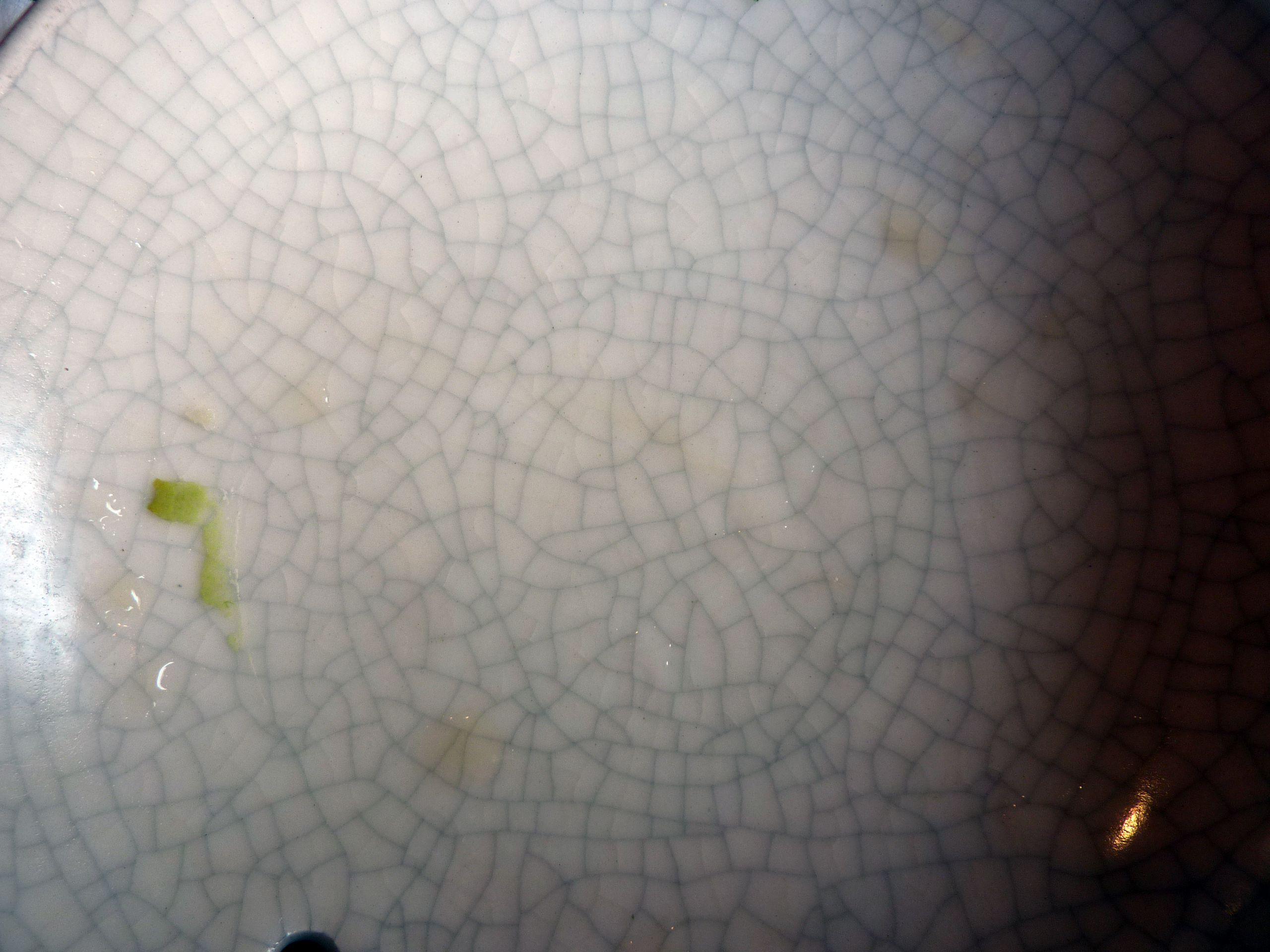
لعاب سرامیکی ترکچه‌دار.

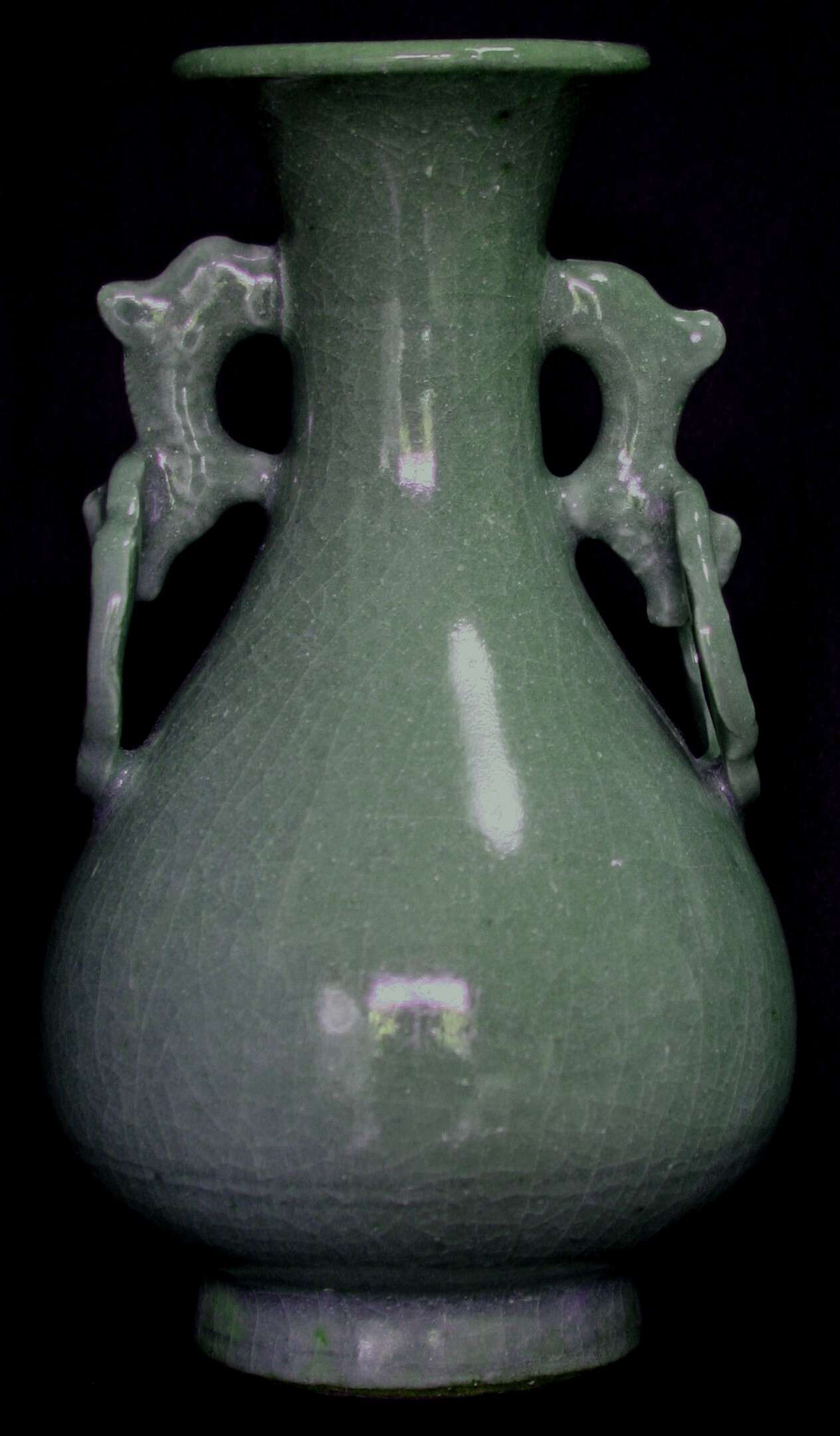
یک گلدان به رنگ سبز بیدی مربوط به دودمان سونگ چین که ترکچه خورده است.

ترک ریز شبکه‌مانند بر روی سطح لعاب یا دیگر مواد را تَرَکچه یا تَرَک مویی می‌گویند. گسترش ترک‌های ریز بر سطح ماده نیز اصطلاحاً ترکچه‌زایی crazing نام دارد.
از عوامل ایجادکننده این ترک‌ها می‌توان به عدم تطابق انبساط حرارتی بدنه و لعاب، اِعمال لعاب خیلی ضخیم یا غلیظ، انبساط رطوبتی بدنه، و پخت بدنه یا لعاب در دمای پایین‌تر از حد لازم، اشاره کرد.
پخت بدنه در دمای بالاتر، نگه داشتن بدنه در بالاترین دما به مدت طولانی‌تر، و افزودن مقدار سیلیس بدنه از راه حل‌های جلوگیری از ترکچه‌زایی است.
در ساخت سرامیک‌ها معمولاً ضریب لعاب نسبت به بدنه باید ۱۰ واحد کمتر باشد تا همواره لعاب تحت فشار قرار گیرد و به مرور زمان مشکل ترک لعاب در کاشی دیواری به‌وجود نیاید. در بدنه‌های کاشی کف یا پرسلانی، معمولاً به دلیل کمبود یا عدم وجود جذب آب این امر به‌وجود نمی‌آید.